# الأكاديمية الملكية للرسم والنحت

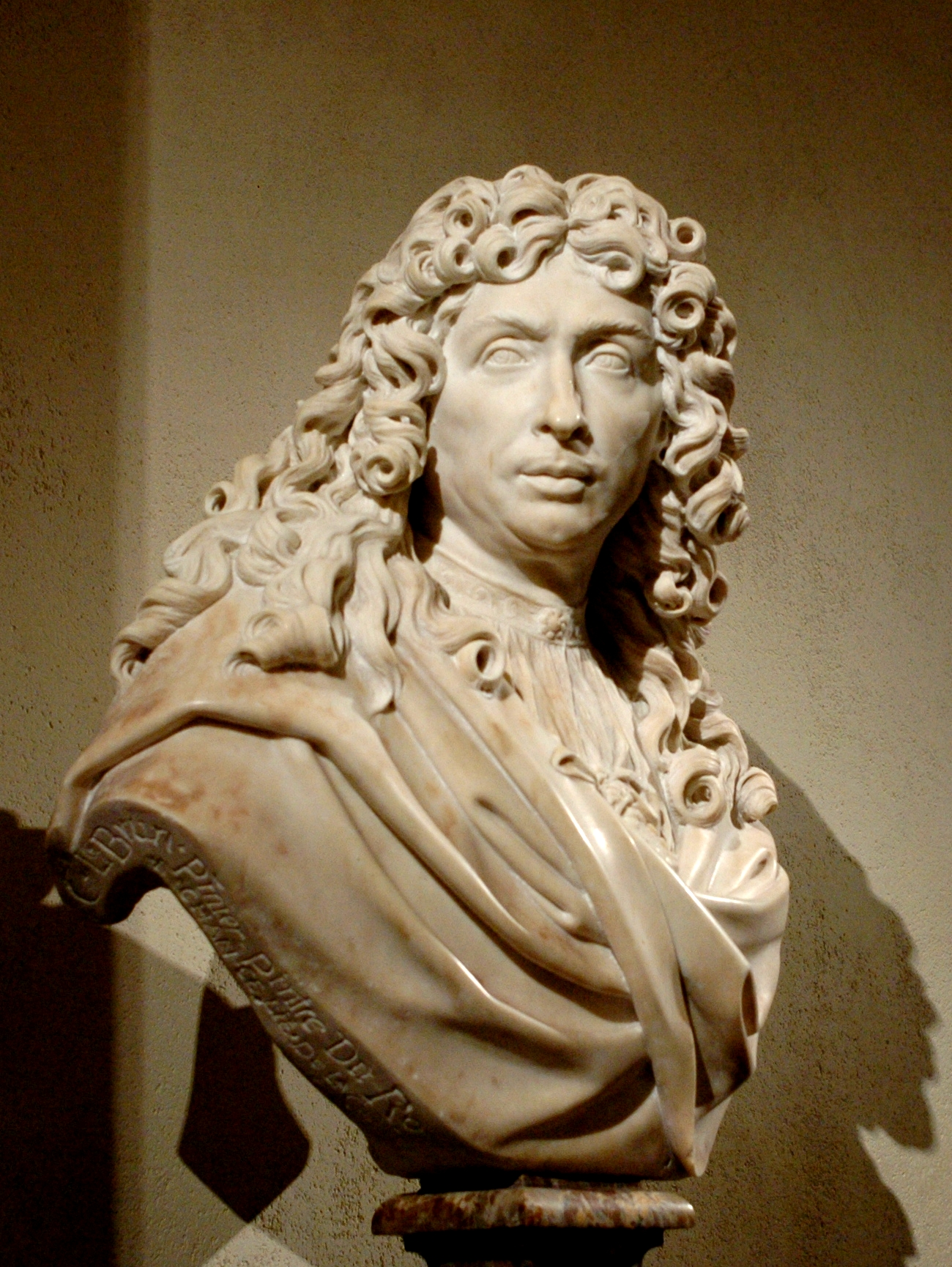
بورتريه في تمثال تشارلز لو برون ، المنظم للأكاديمية الملكية ، منحوت من قبل أنطوان كويسييفس

تعد الأكاديمية الملكية للرسم والنحت مؤسسة حكومية في فرنسا منذ الفترة من 1648 إلى 1793 لتنظيم وتعليم الرسم والنحت تلك الحقبة.

## التاريخ
تأسست الأكاديمية الملكية للرسم والنحت في20يناير1628أثناء افتتاح مجلس الملك لويس الرابع عشر (وكان طفلا حينئذ)من قبل عاشق الفن مارتن دي شار موا (1605-1661)مستشار الدولة الاساسي الذي كان لديه مجلس وزراء ملفت للنظر. وبناء على ذلك، تقوم هذه المؤسسة على التفويض الملكي، تحت ولاية آنا النمساوية، وبمبادرة من مجموعة من الرسامين والنحاتين المتحدين تحت إمرة تشارلز لو بران، الذي كان صاحب المبادرة الأولى. وتم اختيار شعار يبرتاس ارتيبوس ريستيتوتا، أي «الحرية الممنوحة للفنانين»، وطلبوا ذلك من السلطة الحاكمة، مطالبين بالإعفاء من سلطة النقابة من الرسامين، الملمعين والنحاتين والزجاجين، التي تحتكر منذ القرن الثالث عشر، إنتاج وبيع اللوحات والمنحوتات، وفقا للنظام الأساسي للنظام القديم (فيتيت 1861، 29).
و رفضوا أن يكونوا خاضعين للسيادة، الذين كان الكثير منهم رجال الأعمال أكثر من كونهم رسامين أو نحاتين، الذين أصبح لديهم هذا الأمر وراثيا. أرادوا الهروب من كونهم حرفيين وتقديم الرسم إلى العديد من الفنون الليبرالية. وقد حققوا نجاحات ومكانة الفن الإيطالي إلى وجود «أكاديمية القديس لوقا» في روما، حيث يتم تدريس الفنون الجميلة. اعتمد المؤسسون قوانين تنص على القبول في اختيار الأعضاء عند تقديم عمل فني («عمل القبول») ومنهجية التدريس على أساس رسم النموذج الحي. أما عن طموح الأكاديمية فهو تدريب وجمع أفضل الفنانين في المملكة، الذين تم تعيينهم على معيار الأفضل في الموهبة، وإعطائهم لقبا مرموقا يضمن لهم الحماية، والشهرة بفضل صالون الأكاديمية الملكية للفنون الجميلة وأوامر الدولة.
وكان من بين الأعضاء الأولين، إلى جانب تشارلز لو بران، فيليب دي شامبين، لويس بولوغن، سيباستيان بوردون، لوران دي لا هاير، يوستاش لو سويور، جوست دي إيغمونت، فرانسوا بيريه وجيرارد فان أوبستال. ولكن بيير ميغنارد، الرسام الأول للملك وعضو في المؤسسة، الذي رفض الانضمام إليهم.
لم يكن للمؤسسة في بداياتها انتشار كبير، والأيام الأولى للأكاديمية كانت مضطربة، بالإضافة إلى ما أثارته أيضا انقسامات فروند (1648-1653). سعت المؤسستان إلى احتكار التعليم والتجارة في اللوحات والمنحوتات الأكاديمية بدعم من وصاية الكاردينال مازارين، شراكة مع البرلمان.
في عام 1649، أطلقت الشركة تعليما منافسا في الأكاديمية، أكاديمية سانت لوك، إخراج الرسام سيمون فويت. وفي حين أن الأكاديمية تعاني من مشاكل تمويل خطيرة، كانت الدولة تفتقر إلى الأموال في وقت الأزمة، وكان لدى المؤسسة مساهمات من أعضائها؛ لكنها تفتقر إلى التصميم للحفاظ على الدروس المجانية التي تنظمها. في عام 1651، اتحدت الأكاديميتان، على عكس ما كان يرغب ليبرون، ولكن دون وضع حد للمنازعات بين الأسياد والأكاديميين. في 1655، تلقت رسائل براءة اختراع من الملك.
انتهت معركة فروند لصالح القوات الملكية، وعين الكاردينال مازارين المكلف بمنزل ومباني الملك، أنطوان دي راتابون، مديراً للأكاديمية، بمساعدة أربعة من الفنانين المنتخبين رؤساء،(ليبرون، جاك سارازين، تشارلز إرارد وسيباستيان بوردون). وبعد وفاة الكاردينال، في 1661، أصبح الرئيس بيير سيغوير حامي الأكاديمية، والوزير كولبير هو نائب الحامي.
وقد تولى الملك الشاب لويس الرابع عشر وحده السلطة، وأعيد تنظيم الأكاديمية في 1665. وكان لديها القليل من القوة حتى رأى كولبير طريقة لوضع الفنانين في الخدمة وتحت سيطرة الدولة. أعطى الإصلاح للأكاديمية احتكار تعليم الرسم والنحت في باريس. وقد مولها الملك، ووزعت المعاشات التقاعدية على معلميها. وطلب من الفنانين الذين لم يكونوا أعضاء الحضور. رفض ميغنارد، وظل أول رسام للملك. تم تعيين ليبرون مديرا. في 1666 تم إنشاء أكاديمية فرنسا في روما. إثر وفاة ليبرون، تم تعيين بيير ميغنارد، أستاذا مساعدا، أستاذا ومستشارا ورئيسا في نفس الجلسة في 4 مارس 1690. ويخلف المديرون بعضهم بعضا، ويظلون في المناصب بصفة عامة ثلاث أو أربع سنوات.
وكان جاك لويس ديفيد، على الرغم من كونه عضوا، قد دأب على التمرد على سلطة الأكاديمية وامتيازات أعضائها، التي أخذتها، ودون سبب، مصالح الشركات التي حلتها الاتفاقية، كما في نفس الزمن تمرد ليبرون على شركة الرسامين وصناع الصور. وقدم اقتراح عن الاتفاقية في نوفمبر 1792 وحصل فعلا على أمر بحل الأكاديمية في 1793 بعد خطاب في المؤتمر الوطني في أغسطس.
وقد حل المعهد محله في السنة التالية، الذي حل محله في ترميم أكاديمية الفنون الجميلة، ثم أطلق عليه اسم المعهد الفرنسي.

## المكان
كانت الأكاديمية في أول تأسيسها في شارع تيني (الآن شارع رامبوتياو)، ثم في فندق دي كليسون في شارع دي دو بولس. وانتقلت إلى القصر الملكي في 1661 قبل الانتقال إلى متحف اللوفر في 1692 حتى أغلقت.

## النشاط

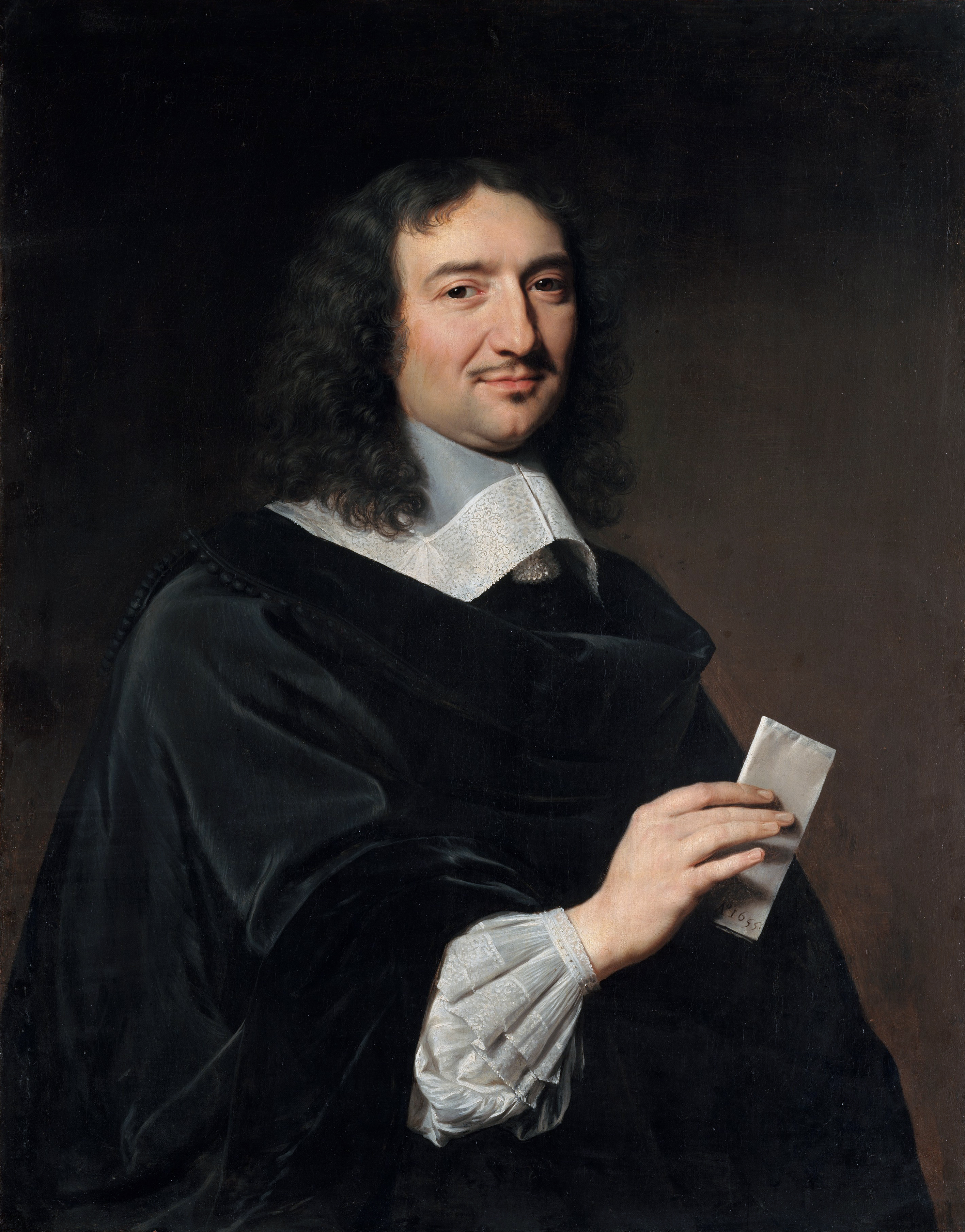
كولبير 1666

وكان للأكاديمية وظيفتان رئيسيتان: تنظيم الرسم والنحت وتعليمه.

### التنظيم
وتعمل الأكاديمية، مثل النظام القديم والكنيسة الكاثوليكية، وفقا لتسلسل هرمي. يحاول هذا الجهاز التنظيمي جعل المعرفة تتزامن مع قوة المواد.
ولذلك فإن قبول الأعضاء وترقيتهم يتوقف، من حيث المبدأ، على الكفاءة التي اكتسبوها. وقد تحققت هذه الكفاءة، في الأكاديمية، عبر رأي الأقران، التي تم جمعها عن طريق التصويت الذي كان مضمونه الصدق والسرية. وقد تأثرت هذه المبادئ في كثير من الأحيان بالسلطة السياسية، والمؤامرات، ومصالح الأكاديميين في المكان. غير أنها تظل أفكاراً مثالية مدرجة في النظام الأساسي يمكن استخدامها لتبرير القرارات.
واعترفت الأكاديمية بعدة مستويات من الكفاءة الفنية. وبمجرد الموافقة عليها (المستوى الأول) من خلال عرض العمل الأول، يمكن الاعتراف بالفنان كأكاديمي، وفي فترة محددة، من العمل الذي تم فرضه في المرحلة السابقة.
ولم يكن عدد الأكاديميين محدودا. كما استمر العمل الأكاديمي من خلال الانتخاب لمنصب أستاذ مساعد (ثماني وظائف)، ثم بعد التدريب في هذه الوظيفة، يصبح أستاذاً. وكان للمعلمين الإثني عشر، وبشكل شهري، مهمة فتح نموذج الرسم اليومي، ووضع النموذج في موضعه، وتصحيح كراسات التلاميذ.
وكان الأساتذة والأساتذة السابقون في حالة وجودهم أعضاء في مجلس الأكاديمية مكلفين باتخاذ أهم القرارات تحت إشراف الراعي الممول ونائبه الذي يمثل الدولة، الذي كان يمول المؤسسة بالكامل، بما في ذلك المعاشات المدفوعة لبعض الأعضاء. ويمكن للأكاديمية أيضا أن تتلقى في مجلسها ستة خبراء ليسوا فنانين.
في البداية، انتخبت الأكاديمية أربعة رؤساء، ونائبين للرئيس ومدير. ابتداء من القوانين الكولبرالية لعام 1664، تم تعيينهم من قبل الملك. وتم انتخاب أحد الرؤساء كمستشار ومكلف بالشؤون الإدارية. وعين المجلس أمينا مدى الحياة مسؤولا عن الأفعال والتقارير الرسمية وأمين الصندوق.

### الضوابط
وكانت الأكاديمية مكانا للتفكير الفني، وضع عدة أكاديميين قواعد الفن والذوق السليم. أول بحث عن الرسم تناولت موضوع تأثير المفهوم الكلاسيكي للعلاقات بين التكوين والرسم واللون، وهو عمل الرسام، تلميذ بوسين، والمنظر تشارلز ألفونس دو فري سنوي، واسم العمل «من الفن الجر افيكي».
وكانت الأكاديمية، التي تحتكر التعليم الفني، من عام 1665, والنظريات التي دافع عنها أعضائها عمليا قوة القانون في عالم الفن؛ ولكن من ناحية تضمن تنظيمها اختراق معين للتأثيرات الخارجية، ومن ناحية أخرى، عندما أصبحت هذه النظريات غير كافية، رأينا الانشقاق داخل وخارج المؤسسة.
وكان من المهم بالنسبة للأكاديميين أن تجمع المؤسسة في أروقتها الفنانين ذوي الكفاءة العالية والمميزة. وقد تم توضيح هذا المبدأ على أنه معيار أساس في تنظيم المسابقات الطلاب وفاصلا في عمليات القبول. ومع ذلك، كان للنضال من أجل التأثير والفخر بين الفنانين والتعزيز لصالح الأقوياء نصيب في الأكاديمية، وكذلك التعصب الديني الذي استبعد البروتستانت من المشهد. وخارج الأكاديمية، نجد فنانين فرنسيين معترف بهم من قبل الأجيال القادمة مثل بيير بو جيت أو جان أو نوريه فرا غونارد. ومع ذلك، على العموم، فالرسامين والنحاتين من الأكاديمية مثلوا جيدا التميز، كما كان متصوراً من زمانهم.
تم تقسيم الرسم إلى أنواع هرمية. وجاء الرسم التاريخي لأول مرة لأنه كان من المفترض أن يتطلب الأمر جهدا فكريا أكبر من المعرفة والتفسير المركب. وقد تم اختيار الموضوع، في التاريخ المقدس وفي الأساطير اليونانية الرومانية، أو في التاريخ القديم أو الحديث، تم اختياره باهتمام عالي. والنوع الثاني كان صورة، ثم المواضيع الأقل نبلاً التي تحدد «اللوحة النوعية» (مشهد الحياة اليومية). ثم جاءت بعدها أنواع «المراقبة» التي كانت تتمثل في المناظر الطبيعية، واللوحة الحيوانية للطبيعة الميتة. وقد تم الكشف عن هذا التسلسل الهرمي خلال مسابقات الدخول، حيث طلب من الرسامين التاريخيين تقديم عمل واحد فقط مقابل اثنين للأنواع الأخرى.
وأضيفت أنواع أخرى، مثل «أعياد الغرام» تكريما لأنطوان واتو، الذي لم يشكك في التسلسل الهرمي.

### التعليم
ووفقا لمبادئ الكلاسيكية، تم الاعتراف ضمنا وتدريسا أن كل ما يتعلق بالفن يجب أن يخضع لقواعد عقلانية، والتي بالتالي يمكن تعلمها ودراستها بالتوافق مع المهارات اليدوية التي لا غنى عنها.
عقد أساتذة الأكاديمية، على أساس التناوب، دروس الرسم من النموذج الحي ومحاضرات حيث كانوا يعلمون المبادئ والتقنيات الفنية لمرشحي الفنانين والرسامين والنحاتين. وكانت الدورات مدفوعة الثمن ولكن بسعر متواضع. حيث كان الطلاب يتنافسون للحصول على جوائز كل عام.
ثم بحث الطلاب عن معلم كفء بين أعضاء الأكاديمية، لتعلم المهنة في ورشة عمل خاصة بهم.
تم إنشاء المدرسة الملكية للطلاب المحميين في عام 1748 تحت إشراف تشارلز أنطوان ك ويبل، بغية السماح للعناصر الموهوبة الاستعداد لمنافسة جائزة روما. واستقبلت المدرسة لمدة ثلاث سنوات ستة تلاميذ من الأكاديمية، مع معاش صغير مدفوع من الملك. ولكنها أغلقت في 1775، بعد أن دربت العديد من الفنانين المشهورين مثل جان أو نوريه فراغ ونارد.

### العقيدة والفكر
وقد وضعت الأكاديمية، من خلال المحاضرات التي عقدت لتكون جزءا من التدريس، والتفكير النظري على الرسم والنحت. تشارلز ألفونس دو فري سنوي، مؤلف أول أطروحة على اللوحة، من الفن الجر افيكي (1668)، يبدأ كتابه قائلا: "من جميع الفنون الجميلة التي لديها أكثر عدد من الهواة هو الرسم بلا شك (...). ومع ذلك فإن هذه المعرفة (...) سطحية جدا وذات أسس سيئة للغاية، وأنه من المستحيل بالنسبة لهؤلاء الهواة أن يخبرونا أين مواطن الجمال في الأعمال التي أعجبوا بها (...) أن الجمال يأتي من شيء آخر غير هذا الذي تحكمه القواعد ، حيث لا أسس متينة (...). أنا لا أعتقد أنه من الضروري هنا أن يكون الرسم ظاهراً. يكفي أن تكون مقتنعا بأنه فن: كما تعلمون، ليس هناك فن لا يوجد لديه مبادئ.
وقد تمت إعادة النظر في النظرية الفنية باستمرار من قبل فنانين أكاديميين في التسلسل الهرمي للأكاديمية، وأيضا من قبل خبراء معروفين كمستشارين، وذلك بفضل عدد كبير من المطبوعات مثل منشورات فيليبين (1690) وروجر دي بيليز (1708). في جميع الفترات، تعترف المبادئ بأن المظهر السطحي للعمل، ووضعه في علاقة بالتنفيذ، والجزء اليدوي من الفن، مع الابداعات اليدوية، يجب أن يكون خاضعا إلى المعرفة الأساسية. هذه المعرفة هي في المقام الأول من البنية المادية للأشياء المبينة: يطلب من الفنان أن يعرف الجسم البشري «في حالته الطبيعة» قبل رسمه مع ملابسه، ولهذا السبب يجب على الطلاب ممارسة فن رسم العراة. لتعميق هذا التفكير، كان يجب على الفنان أن يعرف التشريح والعظام والعضلات، مما يحد من ظهور المواضيع. هذا العرض من ظهور المعرفة أيضا يلعب في أجزاء أخرى من الفن. والتركيب يخضع لقوانين المنظور والإضاءة (النور والظلام). يقدم الاختراع إلى «العادات والوقت» للموضوع «الجميل والنبيل». هذا الاختراع يستحق بقدر ما يشهد على معرفة التاريخ، كل المعرفة العملية، لأنه في معظم الأحيان هو المرور للأساطير اليونانية-الرومانية، والتاريخ أو التاريخ المقدس التي يتردد صداه مع مخاوف الحاضر. وبالتالي فإن هذا النهج النظري يدعم التسلسل الهرمي من الأنواع.
في تقديرهم للجمال، أشار الأكاديميين باستمرار إلى فن القدامة، بعد تيار بدأ مع فرانسوا الأول، ملك فرنسا الأول للاستحواذ في إيطاليا لجعل نسخ التماثيل القديمة لقلعة فونتينبلو. وفقا ل فريسنوي، «الجزء الرئيسي والأهم من اللوحة هو أن نعرف ما فعلته الطبيعة بمقياس أكثر جمالا وأكثر ملاءمة لهذا الفن؛ وأن يكون الاختيار وفقا لذوق وطريقة القدماء».
تعارض الأكاديمية التيارات المستقلة عن الأيديولوجية الملكية والتسلسل الهرمي، مثل اللوحة الفلمنكية، التي ينتقد كتابها اختيار نماذجها موضوعاتها بعيدا جدا عن مثالية الجمال.

#### تطور الذوق
مقالة مفصلة: الرسم الفرنسي في القرن الثامن عشر.
وقد ناقشت الأكاديمية في جميع الأوقات المعنى العملي للنظريات التي قبلها الجميع عموما، وعلى وجه الخصوص، ما إذا كانت نوعية العمل تقاس بتطابقها مع الواقع، على شكل أجسام النماذج، أو على شكل مثالي، يؤخذ، عموما، في نسب التماثيل القديمة، واستخراجها، وعرضت في روما وإيطاليا منذ بداية القرن السادس عشر، نسخ وقوالب كانت موجودة منها لإثارة اهتمام الطلاب. وكان آخر هذه المواضيع الجدلية هو العودة إلى الفن القديم التي أطلقه جاك لويس ديفيد، ضد أسلوب الصخور الذي هيمن على اللوحة الأكاديمية في منتصف القرن الثامن عشر.

### القبول
وكان على المتنافسين في الأكاديمية الملكية تقديم عمل فني للـــ «موافقة» لإظهار قدراتهم؛ ثم، وفي غضون ثلاث سنوات، يقدم العمل الثاني يسمى «عمل القبول»، من أجل القبول النهائي.
وتم الاعتراف بأعضائها في مسابقة سنوية. وتألفت المسابقة من عرض واحد أو أكثر من الأعمال، وحكم على الأعضاء المقبولين، وفقاً لــ «عمل القبول». وقد بلغ عدد أعضاء اللجنة حوالي 90 عضوا قبل حلها في عام 1793.
حصل الفائز في المسابقة على منحة تسمى جائزة روما، مما يتيح له أن يكمل تعليمه في روما في أكاديمية فرنسا.
وأتاح القبول في الأكاديمية الوصول إلى اللجان الملكية.
خلال وجود الأكاديمية، كان انتظام القبول عن طريق التحقق من الكفاءة من خلال عرض العمل. كما أن النتائج المالية للانتماء إلى الأكاديمية أعطت دوافع للتلاعب، في حين أن غموض عالم الأكاديميين سهل وجود الجماعات السرية، والدسيسة، والتأثير.
وطالما لم يقبل التلميذ، كان يعمل تحت اسم سيده ولصالحه أيضا. وعندما يتم قبوله يصبح منافسا. لم تقبل جميع السادة عن طيب خاطر أن يضاهيهم الأعضاء الجدد لأنهم يرون أنفسهم كمؤسسي الأكاديمية. هذه هي الطريقة التي نرى فيها الكثير من الفنانين رُفِضوا مرارا وتكرارا، حتى تجاوزوا العمر المعتاد لهذه الوظائف. لكن في المقابل، تظهر قائمة الأكاديميين مع العديد من أطفال الأعضاء، فضلا عن عدد لا بأس به من زوجاتهم.
ويبدو أن الأكاديمية كانت تعمل في بعض الأحيان باعتبارها المؤسسة التي تريد أن تحرر نفسها، مع فارق يعتمد على القوة الملكية، ولذلك كانت أكثر حساسية للضغوط       

### الصالون
أعدت الأكاديمية المعرض السنوي لأعمال أعضائها؛ التي تم تأكيده في عام 1663، وقد تأخر هذا المعرض على أن يتبعه معارض أخرى بسبب عدم وجود مكان مناسب. ومن الجدير بالذكر أن لم يتم فتح المعرض الأول للجمهور في عام 1665.
ابتداء من 1667، وفي تردد غير منتظم في بداية الأمر، عرضت الأكاديمية جداول المرشحين لجائزة روما. في عام 1673، أقيم المعرض في الهواء الطلق، في ساحة القصر الملكي. في عام 1699، أذن لويس الرابع عشر بالحدث الذي سيقام في معرض اللوفر الكبير، ولأول مرة تم إعداد فهرس رسمي على يد فلو رنت لو كومت. وتجددت التجربة في عام 1704.
في 1725، أقيم المعرض لأول مرة في صالون كاريه دو لوفر. أصبح هذا الحدث منتظم الحدوث فقط من عام 1737. وعادة ما يؤخذ لعرض الأعمال في ساحة صالون الذي يعطي الآن اسمه لهذا الحدث، والتي جذبت عدد كبير جدا من الزوار، والحصول على سمعة في عالم عشاق الفن. من عام 1759، كتب دينيس دي د ي روت تقرير معرض للمراسلات الأدبية، غريم.

## تأثير الاكاديمية
ولا يمكن إنكار أن الأكاديمية كان لها تأثير كبير على الفن في فرنسا، وأيضا على أوروبا بأسرها، بسبب تأثير الثقافة الفرنسية في ذلك الوقت.
واحتكار الأكاديمية للفنانين الذين كانوا أعضاء فيها، بناء على أوامر من الدولة، أعاطاهم مكانا متميزا في المتحف، في حين أن عمل أولئك الذين لم يكونوا منهم، في فرنسا، أكثر صعوبة بكثير ، عندما تم الحفاظ عليه.
.

## أعضاء الأكاديمية
أعطى فيتيت (1861) قائمة كاملة من أعضاء الأكاديمية مع تاريخ قبولهم والألقاب التي منحت لهم، وكذلك من أساتذة ورؤساء، وغيرها من المهام الرسمية. أما الفنانين الذين ليسوا أعضاء، مثل فراغونارد، توناي وغيرها أقل شهرة، تابعوا حياتهم المهنية دون أوامر حكومية خارج المؤسسة..

### المرأة في الاكاديمية
وعلى عكس الأكاديمية الفرنسية، لم ترفض الأكاديمية الملكية قبول المرأة في صفوفها. لم يتم قبول أي أكاديمية بلقب أستاذ مساعد أو متفوق، ولم يكن بإمكان المرأة الدخول في فئة تعتبر متفوقة، والرسامات التاريخيات، على الرغم من أن العديد منهن، مثل إليزابيث صوفي شيرون أو إليزابيث فيجي ليبرون، حاولن الدخول في هذا المجال. ولم تتمكن المرأة من متابعة التعليم المقدم: لكي تتمكن من الوصول إلى هذه الفئات، كان من الضروري اتباع دروس رسم وفقا لنموذج كان يحظر على المرأة الوصول إليه، لأن الرجال العراة كانوا موضع رسم هناك؛ ولنفس الأسباب الأخلاقية، لم ترسم من النماذج النسائية.
وقد سمح براون لنفسه بإشراك أول فنانة أكاديمية وهي جيرالدين، زوجة النحات جيراردون في جلسة 14 أبريل 1663، للعمل في لوحة القبول التي كانت تمثل «سلة من الزهور على سفح جبل» (فقدت).
في 7 ديسمبر 1669، تم قبول جينفييف بولوغن ومادلين بولوغن، تم قبولهم كرسامين أزهار، بناءً على أعمال وعرض والدهما لويس بولوغن، أحد مؤسسي الأكاديمية. وكان عمل القبول الخاص بهم، الذي رسم بالتعاون بين الشقيقتين، يمثل «مجموعة من عدة تصاميم مصنوعة حسب النموذج، وبعض القطع من فن العمارة» (فقدت).
إليزابيث صوفي شيرون، ابنة الرسام هنري شيرون الصغرى، الذي لم يكن عضوا في الأكاديمية بسبب وجود البروتستانت، تم قبولها كرسامة صور شخصية في 11 يونيو 1672، في سن ال 24، مع صورتين ، واحدة من مادموزيل، والأخرى لها. تجاوزت ثروة وشهرة اليزابيث صوفي تشيرون بكثير شهرة والدها الذي لم يكن عضوا في الأكاديمية، كما أنها لم تتزوج من أكاديمي. وقد تم قبولها على أساس جدارتها الفنية ، مع دعم كاثوليكي قوي، لأنها كانت قد ارتدت عن الديانة البروتستانتية قبل عشر سنوات. كما تركت إليزابيث-صوفي تشيرون أيضا بعض الأعمال المكتوبة.
في يوم 24 يوليو 1676، قبلت الأكاديمية رسامة المصغرة أن-ريني ستريسور، بـ «لوحة من التزاوج، تمثل يسوع المسيح الذي يقدم نفسه إلى القديس بولس، في الرحلة التي قام بها إلى دمشق» (فقدت)؛ في 23 نوفمبر 1680، وقُبلت دوروثي ماسيه، أرملة جوديكين، ابنة جان ماسيه دو بلويز، نحات الخشب، التي زكاها ليبرون وتستيلين؛ في 31 يناير 1682، قُبلت كاترين بيرو، رسامة الزهور والطيور في المصغرات، مؤلفة أطروحة صغيرة على هذا الفن. وكان عمل القبول لها عبارة عن «لوحة صغيرة في فن المصغرات [سيك] تمثل وعاء من الزهور، على الجليد» (فقدت).
في عام 1710، أصدرت الأكاديمية قرارا، دون أي أثر ملحوظ ، بعدم قبول النساء.
واعترفت الأكاديمية بالرسامة ذات الأصل الإيطالي (من مدينة البندقية) روزالبا كاريرا، في زيارة لباريس في 26 أكتوبر 1720. هذا القبول الفخري لم يكن له عواقب: الفنانة بقيت في باريس لمدة أقل من عام، وعادت إلى البندقية بعد قامت برسم صور الباستيل لعدد كبير من الشخصيات النبيلة والغنية.
تم قبول مارغريتا هافيرمان الهولندية زوجة جاك دو موندوتيغوي وتلميذة هيسوم المولود في بريدا في 31 يناير 1722 كرسامة زهور تحت توصيات قوية، ولكن تم إزالتها من القائمة في العام التالي، بسبب تهربها من عرض لوحة القبول (فيتيت 1861، 358).
و قبلت الأكاديمية رسامة المصغرة ماري-تيريز ريبول 30 يوليو 1757 بعملها حمامتين على فرع شجرة (متحف اللوفر). حيث أنها تزوجت في وقت لاحق الفنان فيين، الذي كان قد قبل في الأكاديمية قبل ثلاث سنوات من قبولها.
أما الباروسية آنا دوروثيا ثيربوشش، تم قبولها 28 فبراير 1767، على عمله «شارب الجعة» (المدرسة الوطنية للفنون الجميلة).
في 1770، تم قبول آن فالاير كوستر كرسامة نوعية، بعد أن قدمت سمات الرسم والنحت والهندسة المعمارية. وتم قبول ماري سوزان روزلين، من مواليد باريس، وهي زوجة روزلين، كرسامة صور الباستيل بعملها لصورة للنحات جان باتيست بيغال.
وأخيرا، في 31 مايو 1783، في نفس الاجتماع، حيث تم تحديد عدد الأكاديميات النساء في أربعة فقط، تم قبول أديلايد لابيل ديس فيرتوس، الذي قدم صورة أوغستين باجو، وإليزابيث فيجي لو برون التي قُبلت دون التطرق للنوع، على الرغم من أنها قدمت كلوحة تاريخية، (السلام الذي يجلب الخير) (كل هذه الأعمال في متحف اللوفر).
وضعت الثورة، مع إنشاء المعهد، وضعت حدا لنظام الأقليات من خلال استبعاد أي حضور نسائي، على الرغم من وجود نقاش حاد حول التنوع، كان يقوده آخرون مثل ماكسيميليان روبسبير. كما إن إنشاء أكاديمية الفنون الجميلة في عام 1816 لم يعد يفتح أبوابه للنساء، حيث كان يجب أن ننتظر حتى عام 1903 لتتمكن المرأة من أن تنافس في جائزة روما.     

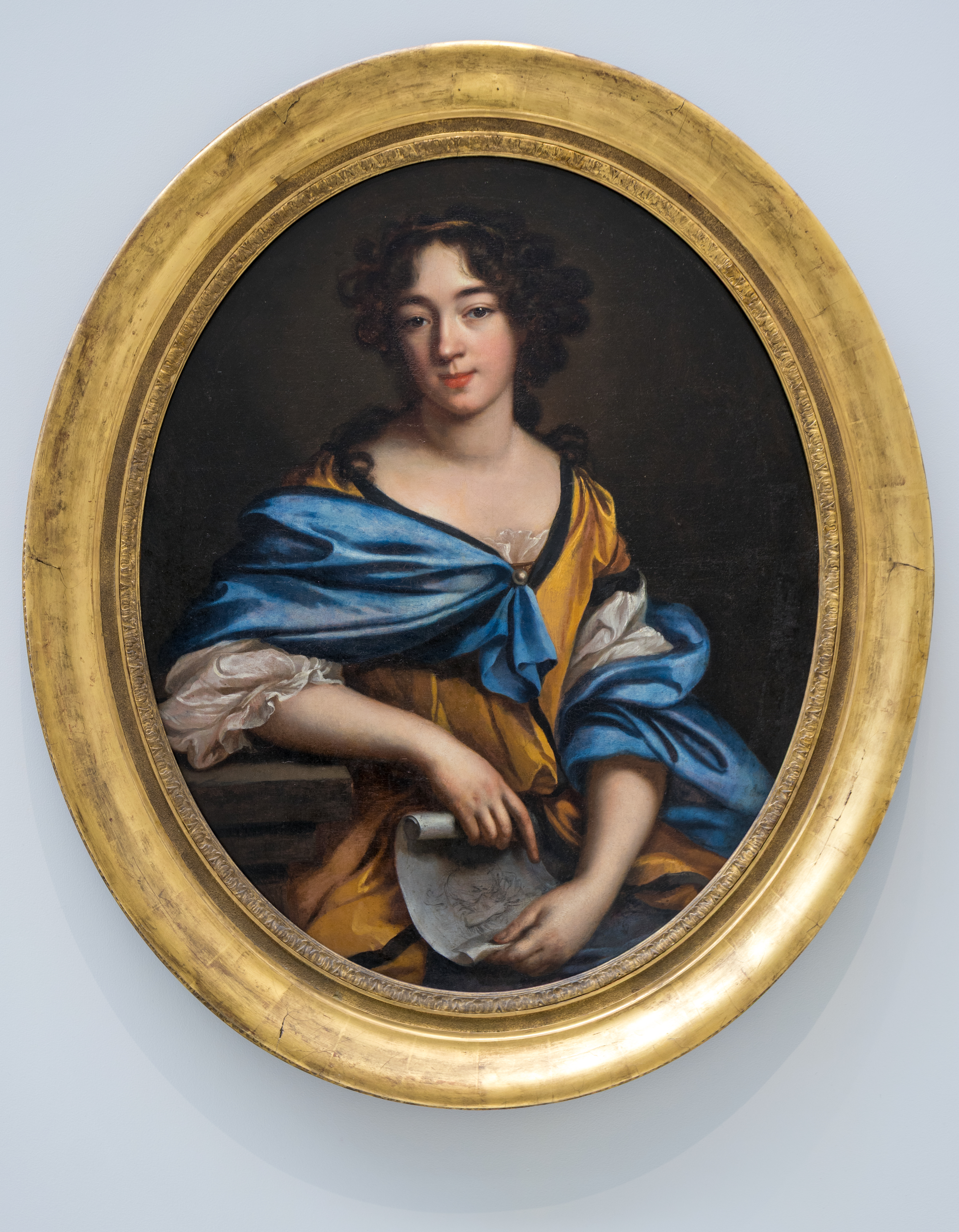
الصورة الذاتية لـ اليزابيث-صوفي شيرون ، اليوم في متحف اللوفر ، تم تأكيد الاستقبال في سبتمبر 1673.

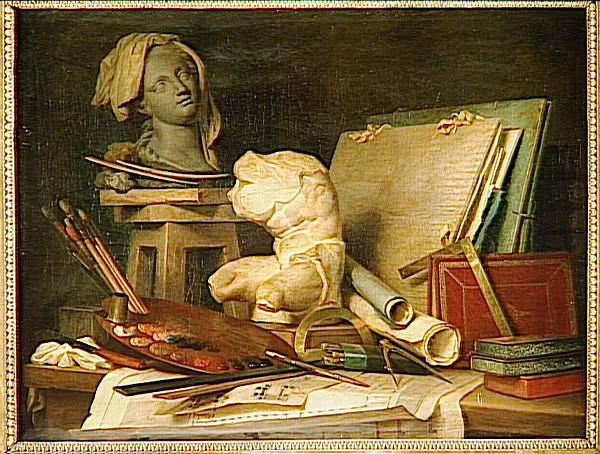
سمات اللوحة والنحت والهندسة المعمارية وغرفة استقبال أنا فالير كوستير

## الملاحظات والمراجع
1. ↑  "معلومات عن الأكاديمية الملكية للرسم والنحت على موقع cths.fr". cths.fr. مؤرشف من الأصل في 2020-10-31.
2. ↑  "معلومات عن الأكاديمية الملكية للرسم والنحت على موقع getty.edu". getty.edu. مؤرشف من الأصل في 2020-11-19.
3. ↑  "معلومات عن الأكاديمية الملكية للرسم والنحت على موقع helveticarchives.ch". helveticarchives.ch. مؤرشف من الأصل في 2020-10-31.

. ↑ متحف الفنون الجميلة، متحف أوغستينيان تولوز، رسامين الملك، 1648-1793، اجتماع المتاحف الوطنية، 2000، ص. 51
2. ↑ هينيتش 1993؛ فيتيت 1861.
3. ↑ بيير روزنبرغ، عشاق قاموس اللوفر، بلون، 2007، ص. 27
4. غويوت دي فير، احصائيات الفنون الجميلة في فرنسا ، باريس، 1835، p.
5. ↑ M.J. غيلوم، محاضر لجنة التعميم في المؤتمر الوطني. المجلد 1، باريس، إمبر. الوطني، 1891 (ريد أونلين)، p. 82-90
6. ↑ 8 أغسطس، بعد تقرير عن الأكاديميات والجمعيات الأدبية من قبل القسيس غريغوري (المحفوظات البرلمانية من 1787 إلى 1860 ... باريس، ص 519-524). خطاب ديفيد إبيد. ص. 523-524.
7. يعمل على فولتير والقرن الثامن عشر، معهد فولتير ومتحف، 1993، ص. 55.
8. تشارلز ألفونس دو فريسنوي (روجر دي بيليز)، فن الرسم: من Ch.-A. دو فريسنوي [«دي أرت غرافيكا»]، 1668 (قراءة على الإنترنت)؛ الطبعة الجديدة والترجمة الفرنسية لفيليب جوزيف سالازار، يسبقها مقال ناقد عن مؤسسة الرسم، باريس، ألفي، 1990، 98-121.
9. لويس كوراجود، تاريخ تدريس فنون الرسم في القرن الثامن عشر. المدرسة الملكية للطلاب المحمية، يسبقها دراسة شخصية تدريس الفن الفرنسي في فترات مختلفة من تاريخها، وتليها ورقة مدرسة رويال الرسم الحر التي أسسها Bachelier، باريس، JB دومولين، 1874 نقلت آني بستان، «الدخول إلى الأكاديمية الفرنسية في روما – الذوق، الحق، والاختيار» في جيرارد Mauger القبول: الترتيبات والشروط للوصول إلى العوالم الفنية، باريس، إد مش، 2006 (قراءة على الإنترنت)، ص. 13-46
10. ↑ إد. سيت، مقدمة p. الرقم المتسلسل (الأولى).
11. ↑ فرانسيس هاسكل ونيكولاس بيني، لمحبة الفن القديم: التماثيل اليونانية الرومانية والذوق الأوروبي: 1500-1900. من الإنجليزية من قبل فرانسوا ليساراجو، باريس، هاشيت، 1988.
12. إد. ص. 7
13. a و b ألفريد بيكارد، «المعرض العالمي 1889، التقرير العام»
14. ↑ أ، ب، ج ستيفان Lojkine، «ستيفان Lojkine،» الحقيقة والشعر سحر الفنون: «صالونات ديدرو» محاضرة أعطيت في جامعة بروفانس، سبتمبر، ديسمبر 2011 »
15. ↑ مارتيال غيدرون، اللحم والرخام، Honoré تشامبيون، 2003، ص.26
16. ↑ يتم قبول النساء كنماذج للأكاديمية الملكية للرسم والنحت في عام 1759، ولكن يجب أن يرتدين ملابس وتقتصر الدراسة على الرأس. وتوجد بعض النساء اللواتي يظهرن عاريات في ورش العمل الخاصة في وقت مبكر من القرن السادس عشر.
17. ↑ فيرملهويس، جنازة مدام لي هاي المعروفة باسم مدموزيل شيرون، في فورنيه في باريس، 1712، مستنسخة في أرشيف الفن الفرنسي، 1851
18. كاثرين بيروت، «أطروحة فن المصغرات»، ل أندريه فيليبين، مقابلات على حياة وأعمال الرسامين الممتازين القدماء الحديثين (...)، ر. 6، باريس، 1725 (اقرأ على الإنترنت).
19. متحف الفنون الجميلة للجولات، متحف أوغستينيانز تولوز، الرسامين للملك، 1648-1793، اجتماع المتاحف الوطنية، 2000، ص. 253
20. صورة في متحف اللوفر
21. ↑ رقم الإخطار 11443، قاعدة أطلس، متحف اللوفر
22. ↑ M. بيليسا، Y. بوسك، F. غوتييه (إد.)، الجمهوريون والحق الطبيعي. من الإنسانيين إلى ثورات حقوق الإنسان والمواطن، باريس، كيمي، 2009، ص. 189-210.

## المرفقات

### قائمة المراجع
- {{استشهاد بكتاب}}: استشهاد فارغ! (مساعدة)•	لودوفيك فيتيت، الأكاديمية الملكية للرسم والنحت: دراسة تاريخية، باريس، ميشيل ليفي فريرز، 1861 (اقرأ على الإنترنت) •	ناتالي هاينيتش، من الرسام إلى الفنان: الحرفيون والأكاديميون في العصر الكلاسيكي، باريس، منتصف الليل، 1993 (عرض على الإنترنت) «مراجعة نقدية من قبل أوليفييه بونفيت». •	الرسامين للملك، 1648-1793، كتالوج المعرض، متحف الفنون الجميلة جولات ومتحف أوغستينز في تولوز، 2000. •	أناتول دي مونتيغلون، محاضر الأكاديمية الملكية للرسم والنحت، 1648-1793، المجلد الأول، 1648-1672، J. بور أمين المكتبة، باريس 1875 (قراءة على الإنترنت) •	أناتول دي مونتيغلون، محاضر الأكاديمية الملكية للرسم والنحت، 1648-1793، المجلد الثاني، 1673-1688، J. بور ليبراريان، باريس 1878 (قراءة على الإنترنت) •	أناتول دي مونتيغلون، محاضر الأكاديمية الملكية للرسم والنحت، 1648-1793، المجلد الثالث، 1689-1704، J. بور ليبراريان، باريس 1880 (قراءة على الإنترنت) •	أناتول دي مونتيغلون، محاضر الأكاديمية الملكية للرسم والنحت، 1648-1793، المجلد الرابع، 1705-1725، تشارافاي فريرز ليبرايرس، باريس 1881 (قراءة على الإنترنت) •	أناتول دي مونتيغلون، محاضر الأكاديمية الملكية للرسم والنحت، 1648-1793، المجلد الخامس، 1726-1744، تشارافاي فريرز ليبرايرس، باريس 1883 (قراءة على الإنترنت) •	أناتول دي مونتيغلون، محاضر الأكاديمية الملكية للرسم والنحت، 1648-1793، المجلد السادس، 1745-1755، تشارافاي فريرز ليبرايرس، باريس 1885 (اقرأ على الإنترنت) •	أناتول دي مونتيغلون، محاضر الأكاديمية الملكية للرسم والنحت، 1648-1793، المجلد السابع، 1756-1768، تشارافاي فريرز ليبرايرس، باريس 1886 (اقرأ على الإنترنت) •	أناتول دي مونتيغلون، محاضر الأكاديمية الملكية للرسم والنحت، 1648-1793، المجلد الثامن، 1769-1779، تشارافاي فريرز ليبرايرس، باريس 1888 (اقرأ على الإنترنت) •	أناتول دي مونتيغلون، محاضر الأكاديمية الملكية للرسم والنحت، 1648-1793، المجلد التاسع، 1780-1788، تشارافاي فريرز ليبرايرس، باريس 1889 (قراءة على الإنترنت) •	أناتول دي مونتيغلون، محاضر الأكاديمية الملكية للرسم والنحت، 1648-1793، المجلد العاشر، 1789-1793، تشارافاي فريرز ليبرايرس، باريس 1892 (اقرأ على الإنترنت) •	أوكتاف فيدير، الوضع المدني للرسامين والنحاتين من الأكاديمية الملكية. تذاكر الدفن لعامي 1648 و 1713، تشارافاي فريرز ليبرايرس، باريس، 1883 (اقرأ على الإنترنت) •	مكسيم بريود، أعمال القبول لنحاتي الأكاديمية الملكية للفنون الجميلة: 1655-1789، المكتبة الوطنية في فرنسا، 1982